# Austroaeschna subapicalis
Austroaeschna subapicalis är en trollsländeart som beskrevs av Günther Theischinger 1982. Austroaeschna subapicalis ingår i släktet Austroaeschna och familjen mosaiktrollsländor. Inga underarter finns listade i Catalogue of Life.